# Andrejs Rastorgujevs
Andrejs Rastorgujevs, né le 27 mai 1988 à Alūksne, en RSS de Lettonie (Union soviétique) est un biathlète letton. Il obtient son premier podium en Coupe du monde en 2017 et est vice-champion du monde de la mass-start en 2024.

## Biographie
Andrejs Rastorgujevs fait partie de l'équipe nationale junior à partir de 2005.
Pour ses débuts en Coupe du monde en 2009 à Östersund, il est disqualifié. En 2010, il est sélectionné pour les Jeux olympiques de Vancouver, où il se classe 50e du sprint, 58e de la poursuite et 19e du relais. Il marque ses premiers points en 2011 à Ruhpolding (23e). Durant la saison 2012-2013, il réussit à atteindre le top 10 à Pokljuka, puis termine quatrième d'une poursuite à Sotchi.
En 2014, après un nouveau top cinq à Oberhof en Coupe du monde, il devient champion d'Europe de l'individuel, puis prend part aux Jeux olympiques de Sotchi, où il se classe 17e du sprint, 9e de la poursuite, 33e de l'individuel, 14e de la mass start et 19e du relais. Il termine la saison 2013-2014 à la 16e place du classement général de la Coupe du monde, la meilleure place de sa carrière.
Pour finir la saison 2016-2017, Rastorgujevs signe son premier podium en Coupe du monde en terminant deuxième de la mass start d'Oslo, derrière Martin Fourcade.
En janvier 2018, il remporte le titre européen du sprint juste avant de participer aux Jeux olympiques d'hiver de 2018, où il se classe 24e du sprint, 12e de la poursuite, 59e de l'individuel et 28e de la mass start. Dès l'étape suivante à Kontiolahti, il obtient sur le sprint son second podium en Coupe du monde en se classant encore deuxième.
Andrejs Rastorgujevs fait partie des biathlètes les plus rapides à ski, pêchant parfois au tir.
En janvier 2021, il remporte provisoirement pour la deuxième fois le titre de champion d'Europe de l'individuel avant d'être disqualifié. Il est également disqualifié de l'ensemble des épreuves de la saison 2020-2021 de coupe du monde. En effet, pour avoir enregistré trois défauts de géolocalisation antidopage en 2019 et 2020, Andrejs Rastorgujevs est suspendu le 11 mars 2021. La sanction définitive de 18 mois de suspension est prononcée le 17 septembre 2021 par le Tribunal arbitral du sport (TAS).
Il purge sa peine et fait son retour à la compétition au début de la saison 2022-2023. Aux championnats du monde 2023, il termine notamment 5e de la mass-start. Un an plus tard, lors des Championnats du monde 2024, il signe un coup d'éclat en décrochant la médaille d'argent sur la mass-start le 18 février grâce notamment à un 20/20 au tir, quelques jours après avoir manqué d'une balle la médaille sur l'individuel (4e).

## Palmarès

### Jeux olympiques
| Épreuve / Édition                | Individuel | Sprint | Poursuite | Mass start | Relais | Relais mixte                     |
| Jeux olympiques 2010 Vancouver   | —          | 50e    | 58e       | —          | 19e    | Épreuve inexistante à cette date |
| Jeux olympiques 2014 Sotchi      | 33e        | 17e    | 9e        | 14e        | 19e    | —                                |
| Jeux olympiques 2018 Pyeongchang | 59e        | 24e    | 12e       | 28e        | —      | —                                |

Légende :
- — : non disputée par Rastorgujevs
- épreuve pas au programme olympique

### Championnats du monde
| Mondiaux \ Épreuve      | Individuel | Sprint | Poursuite | Mass start               | Relais | Relais mixte | Relais mixte simple              |
| 2011 Khanty-Mansiïsk    | 43e        | 66e    | —         | —                        | 14e    | —            | Épreuve inexistante à cette date |
| 2012 Ruhpolding         | 68e        | 83e    | —         | —                        | 19e    | —            | Épreuve inexistante à cette date |
| 2013 Nové Město         | 49e        | 64e    | —         | —                        | 21e    | —            | Épreuve inexistante à cette date |
| 2015 Kontiolahti        | 48e        | 42e    | 25e       | —                        | —      | —            | Épreuve inexistante à cette date |
| 2016 Holmenkollen       | 59e        | 20e    | 27e       | 26e                      | —      | —            | Épreuve inexistante à cette date |
| 2017 Hochfilzen         | 56e        | 57e    | 37e       | —                        | 22e    | 25e          | Épreuve inexistante à cette date |
| 2019 Östersund          | 13e        | 14e    | 6e        | 25e                      | 24e    | —            | 10e                              |
| 2020 Antholz-Anterselva | 22e        | 70e    | —         | —                        | 22e    | —            | 17e                              |
| 2021 Pokljuka           | DSQ        | DSQ    | DSQ       | DSQ                      | DSQ    | —            | —                                |
| 2023 Oberhof            | 56e        | 7e     | 9e        | 5e                       | 18e    | —            | 19e                              |
| 2024 Nové Město         | 4e         | 12e    | 19e       | Médaille d'argent, monde | 16e    | —            | 8e                               |
| 2025 Lenzerheide        | 16e        | 33e    | 26e       | 20e                      | 19e    | —            | —                                |

Légende :
- : deuxième place, médaille d'argent
- — : non disputée par Rastorgujevs
- DSQ : disqualifié
- : pas d'épreuve

### Coupe du monde
- Meilleur classement général : 13e en 2018.
- 4 podiums individuels : 3 deuxièmes places et 1 troisième place.
- 1 podium en relais simple mixte : 1 troisième place.

Mis à jour le 15 janvier 2025

#### Classements par saison
| Saison    | Classement général final | Individuel | Sprint | Poursuite | Mass Start |
| 2010-2011 | 71e                      | n.c.       | 56e    | 80e       |            |
| 2011-2012 | 76e                      | 52e        | 81e    | 74e       |            |
| 2012-2013 | 36e                      | 24e        | 42e    | 34e       | 45e        |
| 2013-2014 | 16e                      | 34e        | 21e    | 11e       | 7e         |
| 2014-2015 | 27e                      | 44e        | 19e    | 27e       | 26e        |
| 2015-2016 | 20e                      | n.c.       | 19e    | 18e       | 24e        |
| 2016-2017 | 21e                      | 27e        | 16e    | 19e       | 26e        |
| 2017-2018 | 13e                      | 6e         | 5e     | 19e       | 28e        |
| 2018-2019 | 20e                      | 21e        | 22e    | 24e       | 21e        |
| 2019-2020 | 29e                      | 23e        | 26e    | 31e       | 33e        |
| 2020-2021 | DSQ                      | DSQ        | DSQ    | DSQ       | DSQ        |
| 2021-2022 | suspension               |            |        |           |            |
| 2022-2023 | 22e                      | 22e        | 19e    | 30e       | 19e        |
| 2023-2024 | 17e                      | 6e         | 32e    | 23e       | 10e        |
| 2024-2025 | 28e                      | 18e        | 37e    | 35e       | 26e        |

DSQ : Disqualifié

### Championnats d'Europe
- Médaille d'or de l'individuel en 2014.
- Médaille d'or du sprint en 2018.
- Médaille d'argent du sprint en 2020.
- Médaille de bronze de la poursuite en 2017.
- Médaille de bronze du sprint en 2014.

### Championnats du monde de biathlon d'été
- Médaille de bronze du sprint et de la poursuite en 2010.

### IBU Cup
- 4 victoires.